# Graminicola striatus
A Graminicola striatus a madarak osztályának verébalakúak (Passeriformes) rendjébe és a Pellorneidae családjába tartozó faj.

## Rendszerezése
A fajt Frederick William Styan írta le 1892-ben.

## Alfajai
- Graminicola striatus sinicus Stresemann, 1923
- Graminicola striatus striatus Styan, 1892[2]

## Előfordulása
Délkelet-Ázsiában, Banglades, Kambodzsa, Kína, Hongkong és Mianmar területén honos. A természetes élőhelye szubtrópusi és trópusi szezonálisan elárasztott legelők, édesvizű tavak, patakok, folyók és mocsarak. Állandó, nem vonuló faj.